# Friedhelm
Friedhelm ist ein männlicher Vorname im vornehmlich deutschen Sprachraum.

## Herkunft und Bedeutung
Friedhelm setzt sich aus den althochdeutschen Elementen fridu = „Frieden, Freundschaft“ und helm = „Schutz, Behüter“ zusammen.

## Namensträger
A – G:
- Friedhelm Adolfs (1938–2017), deutscher Rentner
- Friedhelm Aust (1951–2015), deutscher Fußballspieler
- Friedhelm Baukloh (1927–1970), deutscher Schriftsteller und Journalist
- Friedhelm Julius Beucher (* 1946), deutscher Politiker (SPD)
- Friedhelm Biestmann (* 1949), deutscher Politiker
- Friedhelm Bögelsack (* 1955), deutscher Eishockeyspieler
- Friedhelm Boginski (* 1955), deutscher Politiker
- Friedhelm Brebeck (* 1934), deutscher Fernsehjournalist und Auslandskorrespondent der ARD
- Friedhelm Busse (1929–2008), Kopf der militanten Neonaziszene der Bundesrepublik Deutschland
- Friedhelm Busch (* 1938), deutscher Wirtschaftsjournalist
- Friedhelm Decher (* 1954), deutscher Philosoph und Schriftsteller
- Friedhelm Deis (1930–2008), deutscher Musiker und Komponist
- Friedhelm Döhl (1936–2018), deutscher Komponist und Musikpädagoge
- Friedhelm Dohmann (1931–1970), deutscher Politiker (SPD)
- Friedhelm Eberle (* 1935), deutscher Schauspieler und Schauspieldozent
- Friedhelm von Estorff (1932–2014), deutscher Fotograf und Fotojournalist
- Friedhelm Farthmann (1930–2024), deutscher Politiker (SPD)
- Friedhelm Felsch (1931–2003), deutscher Kommunalpolitiker (SPD)
- Friedhelm Fiedler (* 1948), Journalist und deutscher Kommunalpolitiker (FDP)
- Friedhelm Fischerkeller (1935–2008), deutscher Radrennfahrer
- Friedhelm Frischenschlager (* 1943), österreichischer Politiker (FPÖ, LIF)
- Friedhelm Funkel (* 1953), deutscher Fußballtrainer
- Friedhelm Groppe (1942–2014), deutscher Fußballspieler
- Friedhelm Grundmann (1925–2015), deutscher Architekt

H – M:
- Friedhelm Haebermann (* 1946), deutscher Fußballspieler
- Friedhelm Meyer auf der Heide (* 1954), deutscher Informatiker
- Friedhelm Halfmeier (1914–1977), deutscher Pädagoge und Politiker (SPD)
- Friedhelm Heinrich (1939–2014), deutscher Physiker und Hochschullehrer
- Friedhelm Helberg (* 1938), deutscher Politiker (SPD)
- Friedhelm Hengsbach (* 1937), deutscher Jesuit
- Friedhelm Herrmann (* 1949), deutscher Mediziner
- Friedhelm Hillebrand (* 1940), deutscher Ingenieur, Erfinder und Fachbuchautor
- Friedhelm Hinze (1931–2004), deutscher Slawist, Kaschubologe und Baltist
- Friedhelm Hofmann (* 1942), Bischof von Würzburg
- Friedhelm Hufen (* 1944), deutscher Jurist
- Friedhelm Kändler (* 1950), deutscher Kabarettist und Dichter
- Friedhelm Kemp (1914–2011), deutscher Literaturwissenschaftler, Schriftsteller und Übersetzer
- Friedhelm Kobluhn (1936–2007), deutscher Fußballspieler und -trainer
- Friedhelm König (1931–2020), deutscher Schriftsteller
- Friedhelm Konietzka (1938–2012), deutscher Fußballspieler
- Friedhelm Körber (1927–2010), deutscher Politiker (SPD)
- Friedhelm Korte (1923–2013), deutscher Chemiker
- Friedhelm Krummacher (* 1936), deutscher Musikwissenschaftler
- Friedhelm Lenz (* 1945), deutscher Politiker (SPD)
- Friedhelm Loh (* 1946), deutscher Unternehmer
- Friedhelm Mennekes (* 1940), deutscher katholischer Theologe und Priester
- Friedhelm Missmahl (1904–1967), deutscher Politiker (SPD)
- Friedhelm van den Mond (* 1932), deutscher Bergbauingenieur und Politiker (SPD)
- Friedhelm Mönter (1946–2009), deutscher Kulturjournalist und Radio-Moderator
- Friedhelm Moser (1954–1999), deutscher Schriftsteller

N – Z:
- Friedhelm Neidhardt (1934–2023), deutscher Soziologe und Universitätsprofessor
- Friedhelm Ortgies (* 1950), deutscher Politiker (CDU).
- Friedhelm Ortmann (1927–1990), deutscher Hörspielregisseur
- Friedhelm Ost (* 1942), deutscher Fernsehjournalist und Politiker (CDU)
- Friedhelm Ottlinger (1930–2001), deutscher Politiker (SPD)
- Friedhelm Prayon (* 1941), deutscher Etruskologe
- Friedhelm Ptok (* 1933), deutscher Schauspieler und Synchronsprecher
- Friedhelm Rathjen (* 1958), deutscher Übersetzer, Literaturwissenschaftler und Schriftsteller
- Friedhelm Rentrop (1929–2015), deutscher Wirtschaftsprüfer und Politiker der FDP
- Friedhelm Repnik (* 1949), deutscher Politiker und ehemaliger Sozialminister des Landes Baden-Württemberg
- Friedhelm Riegel, deutscher Humorist
- Friedhelm Rost (1944–2022), deutscher Jurist
- Friedhelm Schneider (1928–2021), deutscher Kommunalpolitiker (SPD)
- Friedhelm Schneider (* 1953), deutscher Fußballspieler
- Friedhelm Schönfeld (* 1938), deutscher Jazzmusiker und Komponist
- Friedhelm Schulte (* 1939), deutscher Fußballspieler
- Friedhelm Sträter (1950–2021), deutscher Unternehmer
- Friedhelm Waldhausen (1938–2024), deutscher Mathematiker
- Friedhelm Wentzke (* 1935), deutscher Kanute
- Friedhelm Werremeier (1930–2019), deutscher Schriftsteller und Drehbuchautor
- Friedhelm Winkelmann (1929–2025), deutscher Theologe, Kirchenhistoriker und Byzantinist
- Friedhelm Zeuner (* 1936), deutscher Architekt